# Ruprecht van de Palts (rooms-koning)

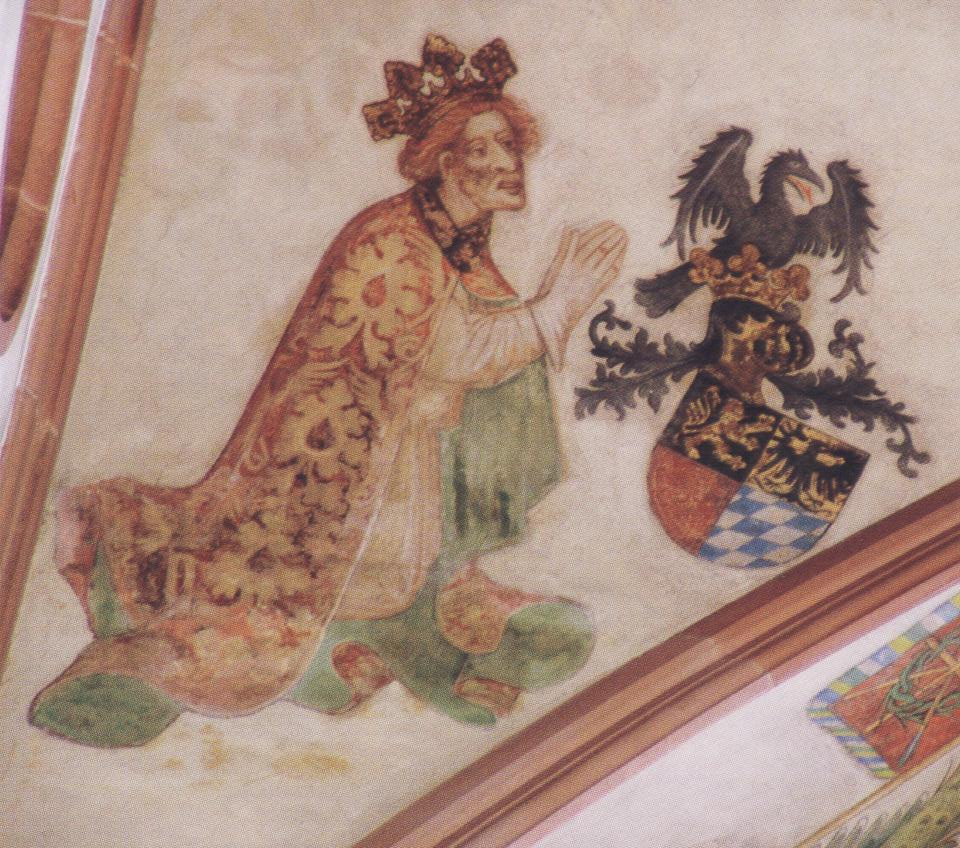
Een middeleeuwse fresco van Ruprecht III op het plafond van het koor van de Kapittelkerk van Neustadt an der Weinstraße.

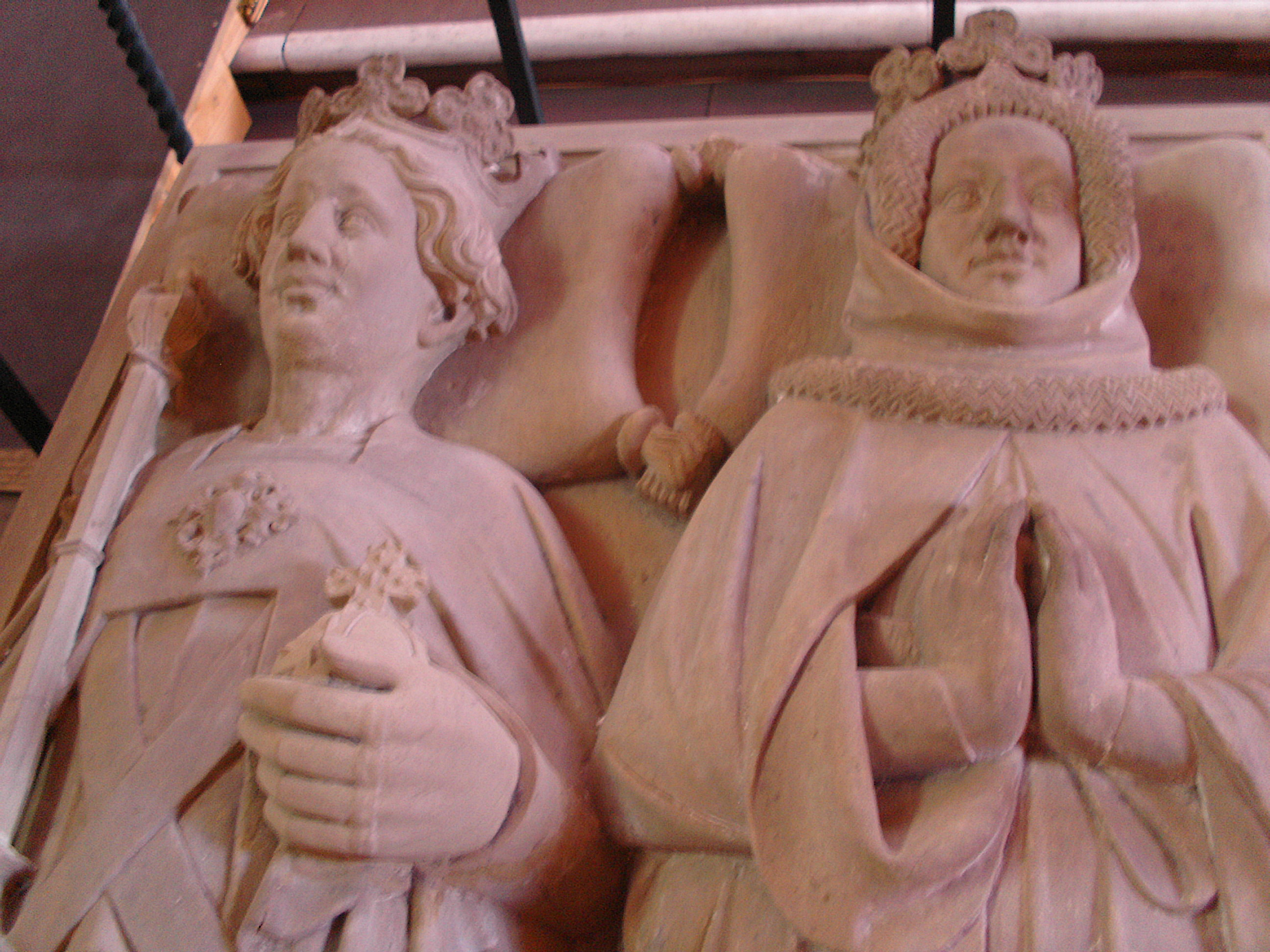
Ruprecht en Elisabeth van Hohenzollern-Nürnberg (detail van hun grafmonument in de Heilige Geestkerk in Heidelberg).

Ruprecht (Amberg, 5 mei 1352 - Kasteel Landskroon bij Oppenheim, 18 mei 1410), uit het Huis Wittelsbach, was van 1400 tot 1410 rooms-Duits koning en als Ruprecht III van de Palts van 1398 tot 1410 Paltsgraaf en keurvorst van de Palts.

## Leven
Ruprecht was een zoon van de keurvorst Ruprecht II van de Palts en Beatrix van Sicilië-Aragon. Verscheidene bronnen noemen Amberg als geboorteplaats van de jonge Ruprecht. De Dominicanenpriester en kroniekschrijver van de Orde Johannes Meyer (1422–1482) vermeldt daarentegen het klooster Liebenau te Worms als zijn geboorteplaats. Hier verbleef zijn weduwe geworden grootmoeder Irmengard van Oettingen (vrouw van de overleden Adolf de Redelijke) als non en Ruprechts moeder Beatrix van Sicilië-Aragon zou vaak bij haar verblijven. Hier in Worms werd de jongen tot zijn zevende levensjaar door zijn grootmoeder opgevoed.
In 1374 trouwde de prille twintiger met Elisabeth van Hohenzollern-Nürnberg (1358–1411) en in 1385/1386 ondernam hij een Pruisentocht. Samen met de aartsbisschop van Mainz, Johan II van Nassau, stond Ruprecht aan het hoofd van de vorsten, die op 20 augustus 1400 in Oberlahnstein koning Wenceslaus afzetten. De volgende dag werd hij met de stemmen van de drie geestelijke Keurvorsten (de aartsbisschoppen van Mainz, Trier en Keulen) en, als enige rooms-Duitse koning, met zijn eigen stem als Keurvorst op de koningsstoel van Rhens tot nieuwe koning gekozen. De stad Frankfurt was namelijk wegens haar afwijzing van zijn kandidatuur als verkiezingsplaats afgevallen. De aartsbisschop van Keulen, Frederik III, kroonde Ruprecht in januari 1401 te Keulen, daar Aken en ook Frankfurt voor hem niet hun poorten wilden openen, tot rooms-Duits koning. Pas nadat de stad Aken zich met boetegeldbetalingen uit de haar door Ruprecht opgelegde Rijksban kon bevrijden, besteeg hij op 14 november 1407 demonstratief de troon van Karel de Grote.
In het Rijk vond Ruprecht tenminste in de nabij de koning zijnde gebieden snel erkenning, temeer omdat Wenceslaus niets verder ondernam. Ruprechts werkkring was weliswaar eng begrensd. Het machtige Huis Luxemburg erkende in het bijzonder zijn verkiezing niet. In de vraag rond het Westers Schisma hield hij zich strikt aan de kant van Rome en bepleitte een door de koning bijeengeroepen concilie; een kerkenhervorming gelukte hem echter niet. Ondanks deze ondersteuning weigerde paus Bonifatius IX hem, met het oog op het Huis Luxemburg, zijn erkenning als koning.
Ruprecht zag zich met meerdere problemen geconfronteerd. Het Rijksgoed was in de voorgaande decennia steeds meer verschrompeld. Ruprechts eigen Hausmacht was in ieder geval niet toereikend, om alle opkomende kosten te dekken. Ook om deze redenen ondernam hij in 1401–1402 een Italiëtocht, die echter mislukte. Ruprecht kon geen groot leger op de been brengen, temeer omdat Milaan onder de Visconti een oppermachtige tegenstander was; de inkomsten van Gian Galeazzo Visconti, die door Wenceslaus tot hertog van Milaan was verheven geworden, liepen op tot minstens 1,2 miljoen florijnen. De koning kon slechts een fractie daarvan opbrengen. Ruprecht lukte het dan ook niet, de in Italië verhoopte gelden binnen te halen, die voor een succesvolle Rijkspolitieke noodwendig was geweest, om maar niet te spreken van het bereiken van de keizerskroning. Zo moest hij de onderneming opgeven, daar ook de verhoopte ondersteuning uit Florence eerder beperkt uitviel, na een nederlaag tegen een Milanees leger voor Brescia en een overwintering in Padua, tijdens dewelke zijn troepen uiteen vielen en in april 1402 de terugreis naar Duitsland aanvingen.

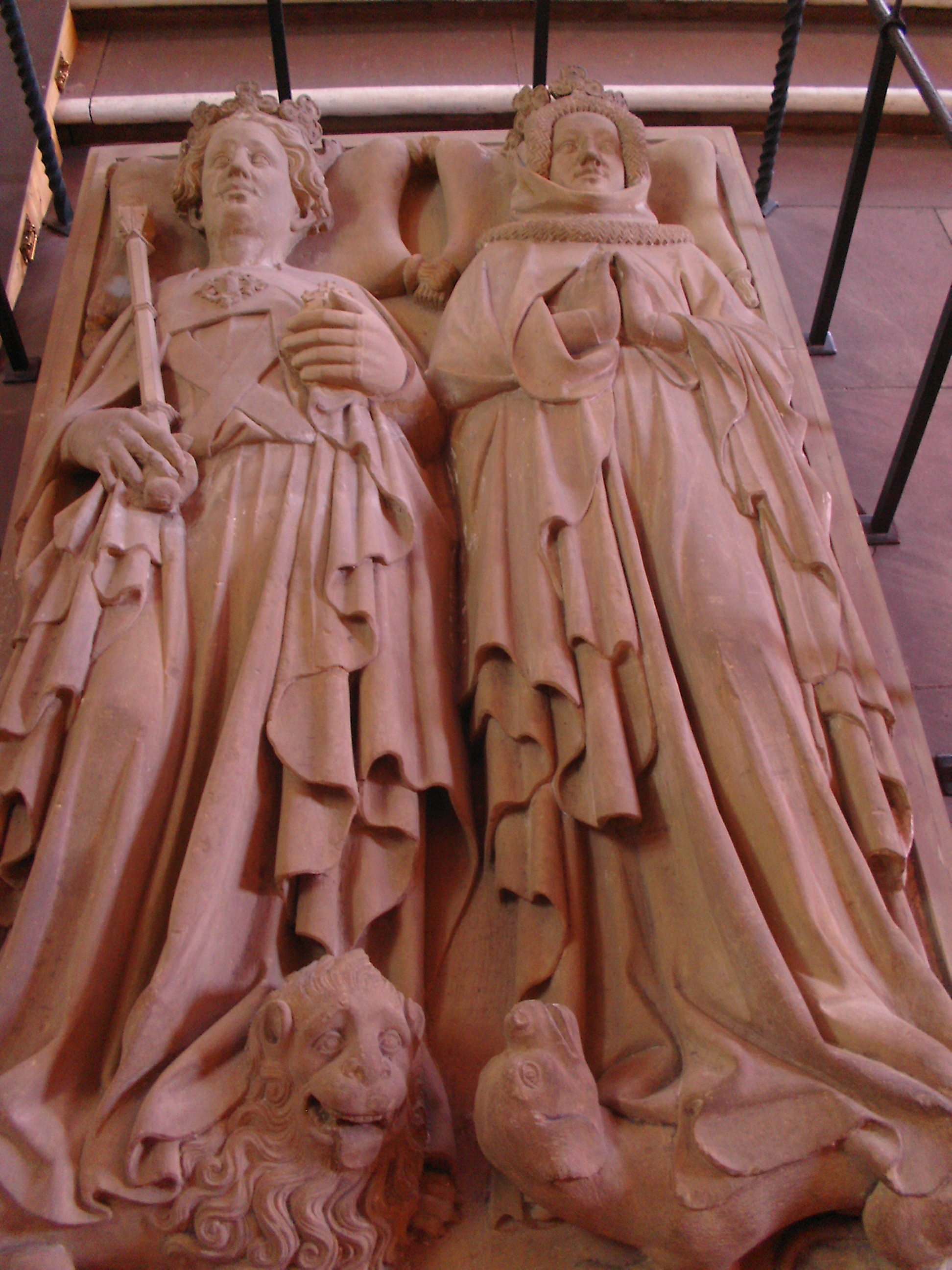
Graf van Ruprecht III en zijn gade Elisabeth van Hohenzollern-Nürnberg in de Heilige Geestkerk van Heidelberg.

Ruprechts financiële toestand was bovendien catastrofaal en ook de ondersteuning van zijn koningschap nam daarna steeds meer af. In het Rijk namen vele van zijn aanhangers hem de mislukte Italiëveldtocht kwalijk. Ruprecht kon nochtans ook successen boeken. Nadat Sigismund Wenceslaus in maart 1402 had gevangen gezet, was diens macht en die van het Huis Luxemburg gebroken. Ruprecht slaagde erin, een huwelijksbond met Engeland aan te gaan. Het huwelijk tussen de tienjarige prinses Blanche van Engeland en de zesentwintigjarige prins Lodewijk vond op 6 juli 1402 in de Dom te Keulen plaats. Dit "Engelse huwelijk" bracht hem minstens kortstondig geld en aanzien op. Bovendien zocht hij een Landfrieden te bekomen. De kanselarij van de Keurpalts (in dewelke onder andere Job Vener werkzaam was) werkte effectief en diende als grondslag van het koninklijke bestuur. Ze werd later door zijn opvolgers ingezet, zodat een zekere bestuurscontinuïteit bleef bestaan.
Het kwam ten slotte op grond van territoriale vragen tot een conflict met Johan II van Nassau, de aartsbisschop van Mainz, zeventien Zwabische steden en enkel Rijnlandse vorsten, die zich in de Marbacher Bund (1405–1407) tegen Ruprecht verbonden. Door bondgenootschappen met enkele deelnemers van de Bond kon Ruprecht dit gevaar onschadelijk maken. De spanningen bleven echter in de volgende jaren bestaan. Voordat het tot een uitspraak kwam, stierf Ruprecht, die alles tezamen genomen een bemoeizuchtige, maar doch uiteindelijk succesloze koning was geweest, aan een slepende ziekte. Hij werd in de Heidelbergse Heilige Geestkerk begraven.
In de Kapittelkerk van Neustadt an der Weinstraße, een memoria van het Huis Wittelsbach, zijn koning Ruprecht en zijn gemalin Elisabeth van Hohenzollern-Nürnberg, alsook hun zoon Keurvorst Lodewijk III van de Palts samen met zijn eerst echtgenote Blanche van Engeland door een tijdgenoot, als levensgrote figuren van een "jongste gerecht", op het plafond van het koor geschilderd.

## Huwelijk en nakomelingen
Ruprecht III trouwde nog als Keurprins op 27 juni 1374 in Amberg met de Burggravin Elisabeth van Neurenberg (1358–1411), dochter van Burggraaf Frederik V van Neurenberg en diens vrouw Markgravin Elisabeth van Meißen en Thüringen.
- Ruprecht Pipan Erfprins van de Palts (1375–1397) ∞ 1392 gravin Elisabeth van Sponheim (1365–1417), weduwe van graaf Engelbert III van de Mark
- Margarete (1376–1434) ∞ 1393 hertog Karel II de Koene van Lotharingen (1364–1431)
- Frederik (1377–1401)
- Lodewijk III (1378–1436)

1. ∞ 1402 Prinses Blanche van Engeland uit het Huis Lancaster (1392–1409)
2. ∞ 1417 Prinses Mechthild (Mathilde) van Savoye (1390–1438)

- Agnes (1379–1401) ∞ 1400 graaf Adolf II van Kleef-Mark (1373–1448)
- Elisabeth (1381–1408) ∞ 1406 hertog Frederik IV van Tirol (1382–1439)
- Jan (1383–1443)

1. ∞ 1407 Prinses Katharina van Pommeren (1390–1426)
2. ∞ 1428 Prinses Beatrix van Beieren-München (1403–1447), weduwe van graaf Herman III van Cilli († 1426)

- Stefan (1385–1459) ∞ 1410 gravin Anna van Veldenz (1390–1439)
- Otto I (1390–1461) ∞ 1430 prinses Johanna van Beieren-Landshut (1413–1444)

## Kwartierstaat
| Rudolf I van de Palts (1274-1319) | Rudolf I van de Palts (1274-1319) | Rudolf I van de Palts (1274-1319) | Rudolf I van de Palts (1274-1319) | Rudolf I van de Palts (1274-1319) | Rudolf I van de Palts (1274-1319) | Mechtild van Nassau (1280-1323) | Mechtild van Nassau (1280-1323) | Mechtild van Nassau (1280-1323)   | Mechtild van Nassau (1280-1323)   | Mechtild van Nassau (1280-1323)      | Mechtild van Nassau (1280-1323)      |                                      |                                      | Lodewijk VI van Oettingen (1288–1346) | Lodewijk VI van Oettingen (1288–1346) | Lodewijk VI van Oettingen (1288–1346) | Lodewijk VI van Oettingen (1288–1346) | Lodewijk VI van Oettingen (1288–1346) | Lodewijk VI van Oettingen (1288–1346) | Agnes von Württemberg (1295–1317)   | Agnes von Württemberg (1295–1317)   | Agnes von Württemberg (1295–1317) | Agnes von Württemberg (1295–1317) | Agnes von Württemberg (1295–1317) | Agnes von Württemberg (1295–1317) |                                   |                                   | Frederik II van Sicilië (1272-1337) | Frederik II van Sicilië (1272-1337) | Frederik II van Sicilië (1272-1337) | Frederik II van Sicilië (1272-1337) | Frederik II van Sicilië (1272-1337) | Frederik II van Sicilië (1272-1337) | Eleonora van Anjou (1289-1341)     | Eleonora van Anjou (1289-1341)     | Eleonora van Anjou (1289-1341)     | Eleonora van Anjou (1289-1341)     | Eleonora van Anjou (1289-1341)  | Eleonora van Anjou (1289-1341)  |                                       |                                       | Otto III van Karinthië (1265-1310)    | Otto III van Karinthië (1265-1310)    | Otto III van Karinthië (1265-1310)    | Otto III van Karinthië (1265-1310)    | Otto III van Karinthië (1265-1310)  | Otto III van Karinthië (1265-1310)  | Euphemia van Silesia-Liegnit (1281-1347) | Euphemia van Silesia-Liegnit (1281-1347) | Euphemia van Silesia-Liegnit (1281-1347) | Euphemia van Silesia-Liegnit (1281-1347) | Euphemia van Silesia-Liegnit (1281-1347) | Euphemia van Silesia-Liegnit (1281-1347) |  |  |  |  |  |  |  |  |  |  |  |  |  |  |  |  |  |  |  |  |  |  |  |  |  |  |  |  |  |  |  |  |  |  |  |  |  |  |  |  |  |  |  |  |  |  |  |  |
| Rudolf I van de Palts (1274-1319) | Rudolf I van de Palts (1274-1319) | Rudolf I van de Palts (1274-1319) | Rudolf I van de Palts (1274-1319) | Rudolf I van de Palts (1274-1319) | Rudolf I van de Palts (1274-1319) | Mechtild van Nassau (1280-1323) | Mechtild van Nassau (1280-1323) | Mechtild van Nassau (1280-1323)   | Mechtild van Nassau (1280-1323)   | Mechtild van Nassau (1280-1323)      | Mechtild van Nassau (1280-1323)      |                                      |                                      | Lodewijk VI van Oettingen (1288–1346) | Lodewijk VI van Oettingen (1288–1346) | Lodewijk VI van Oettingen (1288–1346) | Lodewijk VI van Oettingen (1288–1346) | Lodewijk VI van Oettingen (1288–1346) | Lodewijk VI van Oettingen (1288–1346) | Agnes von Württemberg (1295–1317)   | Agnes von Württemberg (1295–1317)   | Agnes von Württemberg (1295–1317) | Agnes von Württemberg (1295–1317) | Agnes von Württemberg (1295–1317) | Agnes von Württemberg (1295–1317) |                                   |                                   | Frederik II van Sicilië (1272-1337) | Frederik II van Sicilië (1272-1337) | Frederik II van Sicilië (1272-1337) | Frederik II van Sicilië (1272-1337) | Frederik II van Sicilië (1272-1337) | Frederik II van Sicilië (1272-1337) | Eleonora van Anjou (1289-1341)     | Eleonora van Anjou (1289-1341)     | Eleonora van Anjou (1289-1341)     | Eleonora van Anjou (1289-1341)     | Eleonora van Anjou (1289-1341)  | Eleonora van Anjou (1289-1341)  |                                       |                                       | Otto III van Karinthië (1265-1310)    | Otto III van Karinthië (1265-1310)    | Otto III van Karinthië (1265-1310)    | Otto III van Karinthië (1265-1310)    | Otto III van Karinthië (1265-1310)  | Otto III van Karinthië (1265-1310)  | Euphemia van Silesia-Liegnit (1281-1347) | Euphemia van Silesia-Liegnit (1281-1347) | Euphemia van Silesia-Liegnit (1281-1347) | Euphemia van Silesia-Liegnit (1281-1347) | Euphemia van Silesia-Liegnit (1281-1347) | Euphemia van Silesia-Liegnit (1281-1347) |  |  |  |  |  |  |  |  |  |  |  |  |  |  |  |  |  |  |  |  |  |  |  |  |  |  |  |  |  |  |  |  |  |  |  |  |  |  |  |  |  |  |  |  |  |  |  |  |
|                                   |                                   |                                   |                                   |                                   |                                   |                                 |                                 |                                   |                                   |                                      |                                      |                                      |                                      |                                       |                                       |                                       |                                       |                                       |                                       |                                     |                                     |                                   |                                   |                                   |                                   |                                   |                                   |                                     |                                     |                                     |                                     |                                     |                                     |                                    |                                    |                                    |                                    |                                 |                                 |                                       |                                       |                                       |                                       |                                       |                                       |                                     |                                     |                                          |                                          |                                          |                                          |                                          |                                          |  |  |  |  |  |  |  |  |  |  |  |  |  |  |  |  |  |  |  |  |  |  |  |  |  |  |  |  |  |  |  |  |  |  |  |  |  |  |  |  |  |  |  |  |  |  |  |  |
|                                   |                                   |                                   |                                   | Adolf van de Palts (1300-1327)    | Adolf van de Palts (1300-1327)    | Adolf van de Palts (1300-1327)  | Adolf van de Palts (1300-1327)  | Adolf van de Palts (1300-1327)    | Adolf van de Palts (1300-1327)    |                                      |                                      |                                      |                                      |                                       |                                       | Irmengard van Oettingen (1310–1389)   | Irmengard van Oettingen (1310–1389)   | Irmengard van Oettingen (1310–1389)   | Irmengard van Oettingen (1310–1389)   | Irmengard van Oettingen (1310–1389) | Irmengard van Oettingen (1310–1389) |                                   |                                   |                                   |                                   |                                   |                                   |                                     |                                     |                                     |                                     | Peter II van Sicilië (1304-1342)    | Peter II van Sicilië (1304-1342)    | Peter II van Sicilië (1304-1342)   | Peter II van Sicilië (1304-1342)   | Peter II van Sicilië (1304-1342)   | Peter II van Sicilië (1304-1342)   |                                 |                                 |                                       |                                       |                                       |                                       | Elisabeth van Karinthië (1298–1352)   | Elisabeth van Karinthië (1298–1352)   | Elisabeth van Karinthië (1298–1352) | Elisabeth van Karinthië (1298–1352) | Elisabeth van Karinthië (1298–1352)      | Elisabeth van Karinthië (1298–1352)      |                                          |                                          |                                          |                                          |  |  |  |  |  |  |  |  |  |  |  |  |  |  |  |  |  |  |  |  |  |  |  |  |  |  |  |  |  |  |  |  |  |  |  |  |  |  |  |  |  |  |  |  |  |  |  |  |
|                                   |                                   |                                   |                                   | Adolf van de Palts (1300-1327)    | Adolf van de Palts (1300-1327)    | Adolf van de Palts (1300-1327)  | Adolf van de Palts (1300-1327)  | Adolf van de Palts (1300-1327)    | Adolf van de Palts (1300-1327)    |                                      |                                      |                                      |                                      |                                       |                                       | Irmengard van Oettingen (1310–1389)   | Irmengard van Oettingen (1310–1389)   | Irmengard van Oettingen (1310–1389)   | Irmengard van Oettingen (1310–1389)   | Irmengard van Oettingen (1310–1389) | Irmengard van Oettingen (1310–1389) |                                   |                                   |                                   |                                   |                                   |                                   |                                     |                                     |                                     |                                     | Peter II van Sicilië (1304-1342)    | Peter II van Sicilië (1304-1342)    | Peter II van Sicilië (1304-1342)   | Peter II van Sicilië (1304-1342)   | Peter II van Sicilië (1304-1342)   | Peter II van Sicilië (1304-1342)   |                                 |                                 |                                       |                                       |                                       |                                       | Elisabeth van Karinthië (1298–1352)   | Elisabeth van Karinthië (1298–1352)   | Elisabeth van Karinthië (1298–1352) | Elisabeth van Karinthië (1298–1352) | Elisabeth van Karinthië (1298–1352)      | Elisabeth van Karinthië (1298–1352)      |                                          |                                          |                                          |                                          |  |  |  |  |  |  |  |  |  |  |  |  |  |  |  |  |  |  |  |  |  |  |  |  |  |  |  |  |  |  |  |  |  |  |  |  |  |  |  |  |  |  |  |  |  |  |  |  |
|                                   |                                   |                                   |                                   |                                   |                                   |                                 |                                 |                                   |                                   | Ruprecht II van de Palts (1325-1398) | Ruprecht II van de Palts (1325-1398) | Ruprecht II van de Palts (1325-1398) | Ruprecht II van de Palts (1325-1398) | Ruprecht II van de Palts (1325-1398)  | Ruprecht II van de Palts (1325-1398)  |                                       |                                       |                                       |                                       |                                     |                                     |                                   |                                   |                                   |                                   |                                   |                                   |                                     |                                     |                                     |                                     |                                     |                                     |                                    |                                    |                                    |                                    | Beatrix van Sicilië (1326-1365) | Beatrix van Sicilië (1326-1365) | Beatrix van Sicilië (1326-1365)       | Beatrix van Sicilië (1326-1365)       | Beatrix van Sicilië (1326-1365)       | Beatrix van Sicilië (1326-1365)       |                                       |                                       |                                     |                                     |                                          |                                          |                                          |                                          |                                          |                                          |  |  |  |  |  |  |  |  |  |  |  |  |  |  |  |  |  |  |  |  |  |  |  |  |  |  |  |  |  |  |  |  |  |  |  |  |  |  |  |  |  |  |  |  |  |  |  |  |
|                                   |                                   |                                   |                                   |                                   |                                   |                                 |                                 |                                   |                                   | Ruprecht II van de Palts (1325-1398) | Ruprecht II van de Palts (1325-1398) | Ruprecht II van de Palts (1325-1398) | Ruprecht II van de Palts (1325-1398) | Ruprecht II van de Palts (1325-1398)  | Ruprecht II van de Palts (1325-1398)  |                                       |                                       |                                       |                                       |                                     |                                     |                                   |                                   |                                   |                                   |                                   |                                   |                                     |                                     |                                     |                                     |                                     |                                     |                                    |                                    |                                    |                                    | Beatrix van Sicilië (1326-1365) | Beatrix van Sicilië (1326-1365) | Beatrix van Sicilië (1326-1365)       | Beatrix van Sicilië (1326-1365)       | Beatrix van Sicilië (1326-1365)       | Beatrix van Sicilië (1326-1365)       |                                       |                                       |                                     |                                     |                                          |                                          |                                          |                                          |                                          |                                          |  |  |  |  |  |  |  |  |  |  |  |  |  |  |  |  |  |  |  |  |  |  |  |  |  |  |  |  |  |  |  |  |  |  |  |  |  |  |  |  |  |  |  |  |  |  |  |  |
|                                   |                                   |                                   |                                   |                                   |                                   |                                 |                                 |                                   |                                   |                                      |                                      |                                      |                                      |                                       |                                       |                                       |                                       |                                       |                                       |                                     |                                     |                                   |                                   |                                   |                                   |                                   |                                   |                                     |                                     |                                     |                                     |                                     |                                     |                                    |                                    |                                    |                                    |                                 |                                 |                                       |                                       |                                       |                                       |                                       |                                       |                                     |                                     |                                          |                                          |                                          |                                          |                                          |                                          |  |  |  |  |  |  |  |  |  |  |  |  |  |  |  |  |  |  |  |  |  |  |  |  |  |  |  |  |  |  |  |  |  |  |  |  |  |  |  |  |  |  |  |  |  |  |  |  |
|                                   |                                   |                                   |                                   |                                   |                                   |                                 |                                 |                                   |                                   |                                      |                                      |                                      |                                      |                                       |                                       |                                       |                                       |                                       |                                       |                                     |                                     |                                   |                                   |                                   |                                   |                                   |                                   |                                     |                                     |                                     |                                     |                                     |                                     |                                    |                                    |                                    |                                    |                                 |                                 |                                       |                                       |                                       |                                       |                                       |                                       |                                     |                                     |                                          |                                          |                                          |                                          |                                          |                                          |  |  |  |  |  |  |  |  |  |  |  |  |  |  |  |  |  |  |  |  |  |  |  |  |  |  |  |  |  |  |  |  |  |  |  |  |  |  |  |  |  |  |  |  |  |  |  |  |
| Anna van de Palts (1346-1415)     | Anna van de Palts (1346-1415)     | Anna van de Palts (1346-1415)     | Anna van de Palts (1346-1415)     | Anna van de Palts (1346-1415)     | Anna van de Palts (1346-1415)     |                                 |                                 | Frederik van de Palts (1347-1395) | Frederik van de Palts (1347-1395) | Frederik van de Palts (1347-1395)    | Frederik van de Palts (1347-1395)    | Frederik van de Palts (1347-1395)    | Frederik van de Palts (1347-1395)    |                                       |                                       | Johan van de Palts br> (1349-1395)    | Johan van de Palts br> (1349-1395)    | Johan van de Palts br> (1349-1395)    | Johan van de Palts br> (1349-1395)    | Johan van de Palts br> (1349-1395)  | Johan van de Palts br> (1349-1395)  |                                   |                                   | Mechtild van de Palts (1350-1378) | Mechtild van de Palts (1350-1378) | Mechtild van de Palts (1350-1378) | Mechtild van de Palts (1350-1378) | Mechtild van de Palts (1350-1378)   | Mechtild van de Palts (1350-1378)   |                                     |                                     | Elisabeth van de Palts (1351-1401)  | Elisabeth van de Palts (1351-1401)  | Elisabeth van de Palts (1351-1401) | Elisabeth van de Palts (1351-1401) | Elisabeth van de Palts (1351-1401) | Elisabeth van de Palts (1351-1401) |                                 |                                 | Ruprecht III van de Palts (1352-1410) | Ruprecht III van de Palts (1352-1410) | Ruprecht III van de Palts (1352-1410) | Ruprecht III van de Palts (1352-1410) | Ruprecht III van de Palts (1352-1410) | Ruprecht III van de Palts (1352-1410) |                                     |                                     | Adolf van de Palts (1355-1358)           | Adolf van de Palts (1355-1358)           | Adolf van de Palts (1355-1358)           | Adolf van de Palts (1355-1358)           | Adolf van de Palts (1355-1358)           | Adolf van de Palts (1355-1358)           |  |  |  |  |  |  |  |  |  |  |  |  |  |  |  |  |  |  |  |  |  |  |  |  |  |  |  |  |  |  |  |  |  |  |  |  |  |  |  |  |  |  |  |  |  |  |  |  |

## Erfregeling
In mei 1410 legde Ruprecht een deling van zijn familiebezit onder zijn vier zonen vast. Deze deling werd op 3 oktober 1410, na zijn dood, uitgevoerd.
- Lodewijk (III) kreeg de Keurwaardigheid, het Kurpräzipium met Heidelberg en Amberg, en andere delen van de Rijn- en Opperpalts, alsook Kaiserslautern (de linie doofde uit in 1556 respectievelijk 1559);
- Jan kreeg Neumarkt (de linie stierf uit in 1448);
- Stefan kreeg Simmern-Zweibrücken (deze linie bestaat vandaag nog)
- Otto (I) kreeg Mosbach (de linie doofde uit in 1499)